# Ukrainisches Museum
Koordinaten: 40° 43′ 40″ N, 73° 59′ 23″ W
Das Ukrainische Museum (englisch Ukrainian Museum, ukrainisch Український музей) ist ein Volkskunde- und Kunstmuseum in New York, Vereinigte Staaten. Gegründet wurde das Museum 1976 auf Initiative der Ukrainian National Women's League of America.

## Gebäude
2005 zog das Museum in ein neues, durch Spenden finanziertes Gebäude in der 222 East Sixth Street im Ukrainian District von East Village in Manhattan.
Architekt des State-of-the-Art-Gebäudes mit einer Gesamtfläche von 25.000 m² war der ukrainisch-amerikanische Architekt George Sawicki. Im Gebäude befinden sich neben den Ausstellungsräumen auch Personalbüros, Arbeitsräume für Kurse und Workshops, eine Forschungsbibliothek, ein Auditorium für kulturelle, künstlerische und gesellschaftliche Veranstaltungen sowie ein Konferenzraum, ein Geschenkladen und ein Café.

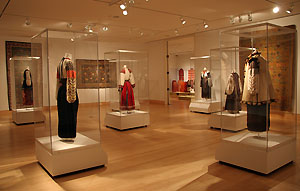
Ein Ausstellungsraum des Museums

## Sammlung
Das Museum beinhaltet drei Sammlungen:
- Eine Volkskunstsammlung, die mit ihren über 8000 Exponaten eine der wichtigsten ethnographischen Sammlungen außerhalb der Ukraine ist
- Die Kunstsammlung ukrainischer Künstler, vor allem aus dem 20. Jahrhundert, die etwa 2000 Gemälde, Zeichnungen, Grafiken und Skulpturen enthält. Darunter befindet sich Stücke von Nikifor, Alexander Archipenko, Oleksa Nowakiwskyj, Iwan Trusch und Jacques Hnizdovsky sowie die wahrscheinlich größte Sammlung an Gemälden und Aquarellen des ukrainischen Künstlers und Architekten Wassyl Krytschewskyj.
- Das Museumsarchiv mit mehr als 30.000 Exponaten wie beispielsweise Fotografien, Dokumenten und persönlicher Korrespondenz bekannter Personen, welche das Leben, die Geschichte und das kulturelle Erbe des ukrainischen Volkes dokumentieren. Ebenso findet sich hier eine umfangreiche Münzsammlung.